# Шрёдер, Герхард (министр)
Герхард Шрёдер (нем. Gerhard Schröder, 11 сентября 1910, Саарбрюккен — 31 декабря 1989, Кампен) — немецкий государственный и политический деятель.

## Биография
В 1933 году вступил в НСДАП и СА. В мае 1941 года вышел из НСДАП и с разрешения своего военного командования женился на Бригитте Ландсберг, которая была наполовину еврейкой.
После войны вступил в ХДС. Министр внутренних дел Германии в 1953—1961 годах. Министр иностранных дел Германии в 1961—1966 годах. Министр обороны Германии в 1966—1969 годах.
В 1969 году Шрёдер баллотировался на пост президента Германии, но потерпел поражение от социал-демократического кандидата Густава Хайнемана.